# Kék bálna
A kék bálna vagy óriás bálna (Balaenoptera musculus) az emlősök (Mammalia) osztályának párosujjú patások (Artiodactyla) rendjébe, ezen belül a barázdásbálna-félék (Balaenopteridae) családjába tartozó faj.
A kék bálna a 30 méteres hosszával és a 173 tonnás testtömegével a legnagyobb ismert állat, ami valaha is létezett.
Teste hosszú és karcsú, többféle kékesszürke árnyalattal. Testének felső része sötétebb, alsó része pedig világosabb. A kék bálnának jelenleg három alfaját különböztetik meg: a B. m. musculus-t az Atlanti- és Csendes-óceán északi részén; a B. m. intermediát a Déli-óceánban és a törpe kék bálnát (B. m. brevicauda) az Indiai-óceánban és a Csendes-óceán déli részén. A három valószínű alfaj mellett lehet, hogy az Indiai-óceán egyik kék bálna állománya egy negyedik alfajt alkot, melynek neve B. m. indica. Mint a legtöbb sziláscet esetében, a kék bálna legfőbb táplálékát a kisméretű rákok adják, melyeknek gyűjtőnevük krill, más néven világítórákok.
A 20. század elejéig, még mielőtt az ember ipari mértékben mészárolni kezdte ezt a bálnafajt, a kék bálna – rokonaival együtt – gyakori volt a Föld összes óceánjában és nagyobb tengerében. Egy évszázad alatt azonban az intenzív vadászat majdnem a kihalás szélére juttatta a fajt, mígnem 1966-ban nemzetközi összefogással védelmi intézkedéseket hoztak a kék bálna megmentésére. A 2002-ben végzett kékbálna-számlálás szerint világszerte 5–12 000 kék bálna létezik, öt csoportba vagy állományba csoportosulva. Bár a törpe kék bálnák számát csak becsülni tudják, valószínű, hogy törpe kékbálnából több él, mint a normál kék bálnából; mivel azonban nehezen megkülönböztethetőek, ezért korábbi számlálásoknál valószínűleg jelentősen felülbecsülték a kék bálnák számát. Mielőtt elkezdődött volna az ipari mértékű bálnavadászat, az Antarktisz vizeiben körülbelül 202–311 000, de valószínűbb, hogy 239 000 kék bálna élhetett. Manapság a Csendes-óceán keleti részén, az Antarktisz vizeiben és az Indiai-óceánban, külön-külön körülbelül 2000 óriás bálna található. Az előbbi állományokon kívül, az Atlanti-óceán északi részén és a déli félgömbön, még két-két csoport létezik. A legősibb kékbálna-maradványt, amely egy részleges koponyából áll, Olaszország déli részén fedezték fel; ez a középső pleisztocén korszakból származott és körülbelül 1,5-1,25 millió évesre becsült.

## Rendszertani besorolása

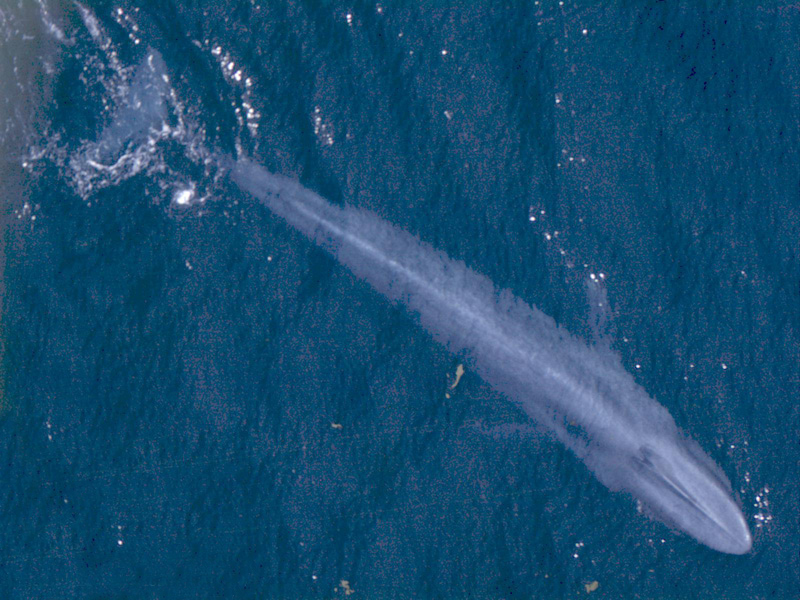
Kék bálna Kalifornia közelében

A kék bálna a barázdásbálna-félék családjába tartozik, abba a családba, amelynek tagja a hosszúszárnyú bálna (Megaptera novaeangliae), a közönséges barázdásbálna (Balaenoptera physalus), a Bryde-bálna (Balaenoptera cf brydei/edeni), a tőkebálna (Balaenoptera borealis) és a csukabálna (Balaenoptera acutorostrata) is. A tudósok szerint ez a cetcsalád a sziláscetek többi családjától körülbelül a miocén kor közepén vált le.
A legtöbb rendszerező a kék bálnát a Balaenoptera nembe helyezi, mint a nem nyolc fajának egyikét. Egyetlenegy rendszerező azonban a Sibbaldus nevű monotipikus nembe sorolja az állatot, de ezt a besorolást mások nem fogadják el. Az állat DNS-ét vizsgálva azt láthatjuk, hogy a törzsfejlődés (philogenesis) szempontjából a kék bálna közelebbi rokonságban áll a tőkebálnával és a Bryde-bálnával, mint a Balaenoptera nem többi fajával; szintén így közelebbi rokonságot mutat a hosszúszárnyú bálnával és a szürke bálnával (Eschrichtius robustus), semmint a csukabálnákkal (Balaenoptera acutorostrata és Balaenoptera bonaerensis). Ha a további kutatások megerősítik ezeket a rokonsági kapcsolatokat, akkor a jövőben a barázdásbálna-félék családját nagy mértékben át kell dolgozni.

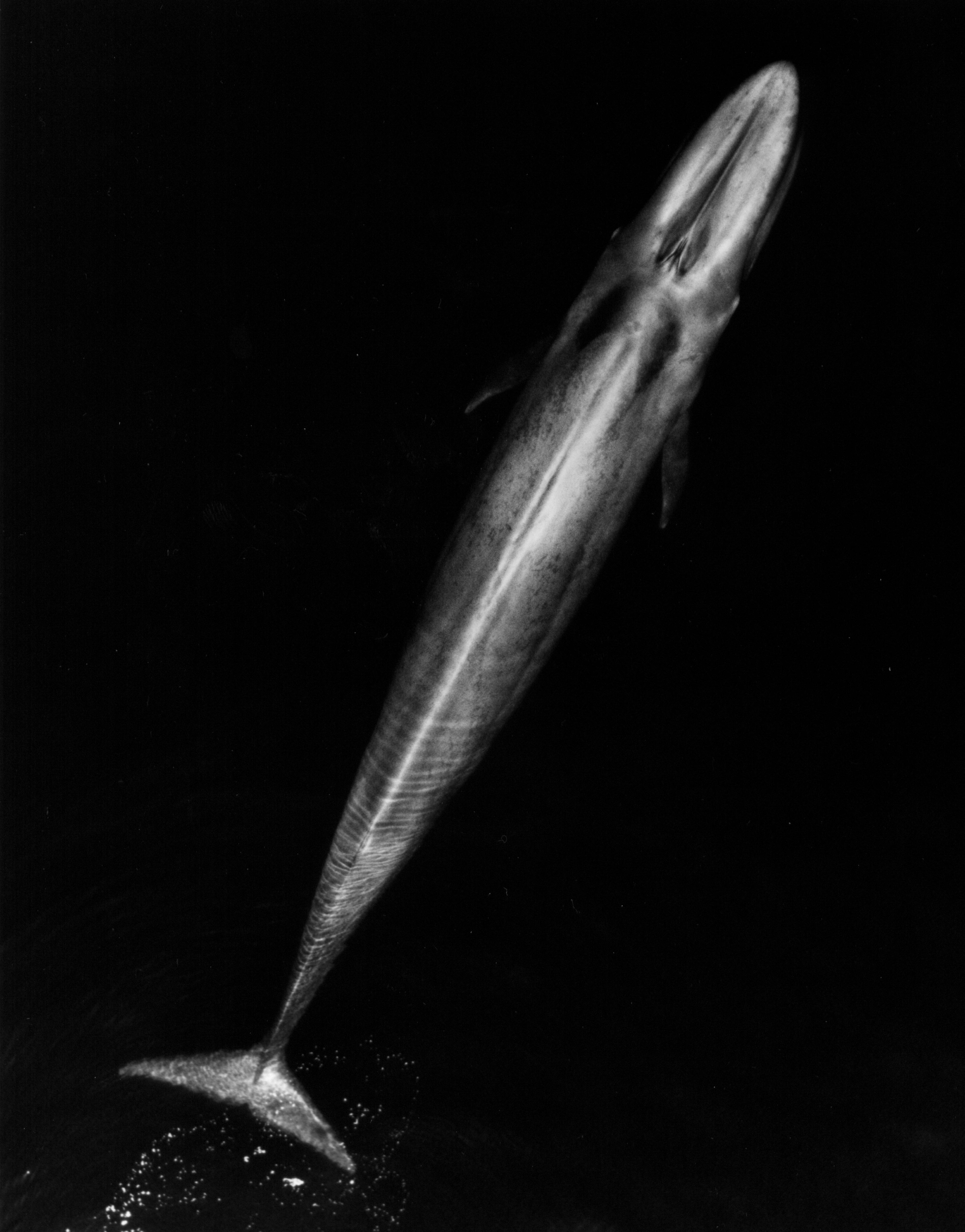
Másik példány, szintén Kalifornia közelében

A természetben legalább 11 kék bálna-közönséges barázdásbálna felnőtt hibridet figyeltek meg. Arnason és Gullberg kutatók szerint a két bálna közötti genetikai távolság az ember és a gorilla közti távolsággal egyezik meg. A Fidzsi-szigeteken dolgozó tudósok azt állítják, hogy kék bálna-hosszúszárnyú bálna hibridet fényképeztek.
Az óriás állatról az első leírást a skót orvos, Robert Sibbald készítette, ezt 1694-ben, a „Phalainologia Nova” című könyvében jelentette meg. 1692 szeptemberében Sibbald egy 23,4 méteres, partra vetett kék bálnát talált Firth of Forthnál, amelyről a következőket írja: „fekete, szarvszerű lemezei voltak” és „a két nagy lyuk a piramis alakjához hasonlított”.
A fajnév (musculus) a latin nyelvből van, és jelentése valószínűleg „izmos”, de „kis egeret” is jelenthet. Carl von Linné, aki tudományosan megnevezte az állatot 1758-ban, a „Systema Naturae” című könyvében, biztosan ismerte ezt, emiatt ironikusan kétértelmű névvel látta el az állatot. Herman Melville, a „Moby Dick” című regényében „kénes fenekűnek” nevezte ezt a bálnafajt, mivel a bálna testének alsó részén narancsszín-barna vagy sárga foltozás van; ez a kovamoszatoknak köszönhető. Ezt a bálnát korábban a következő nevekkel illették: Sibbald barázdásbálnája – mivel az állat első leírását a skót orvos, Robert Sibbald készítette –, nagy kék bálna és nagy északi barázdásbálna; ezeket a neveket manapság már nem használják. A kék bálna megnevezést először szintén a Moby Dickben használta Melville, de nem adott magyarázatot hozzá. Az állat angol neve, a blue whale, a norvég blåhval szóból ered. Ezt a norvég szót Svend Foyn norvég bálnavadász alkotta meg, miután tökéletesítette a szigonyágyút. 1874-ben Georg Ossian Sars norvég biológus ezt a megnevezést fogadta el az állat közönséges nevének.

### Alfajai
A szakértők három–négy alfajt tartanak számon:
- törpe kék bálna (Balaenoptera musculus brevicauda) – az Indiai-óceánban és a Csendes-óceán déli részén megtalálható példányok,[20]
- Balaenoptera musculus intermedia – a Déli-óceánban élő kék bálna,
- Balaenoptera musculus musculus – az Atlanti- és a Csendes-óceán északi részén élő állományok,
- ?Balaenoptera musculus indica – az Indiai-óceánban; habár a B. m. brevicaudánál hamarább leírták, meglehet, hogy a két csoport ugyanannak az alfajnak a tagja.[3]

## Előfordulása

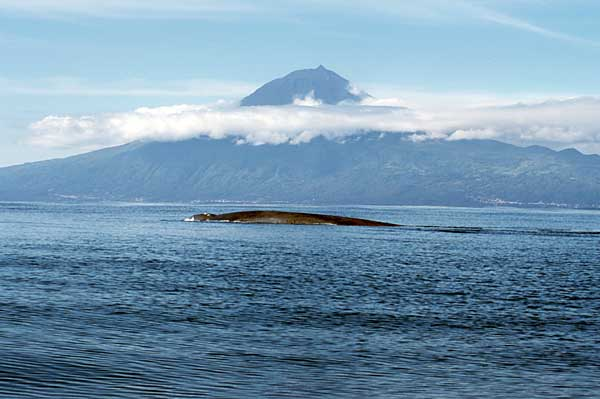
A víz felszínén pihenő bálna az Azori-szigetek mellett

A bálnavadászat betiltása óta még nem sikerült kideríteni, hogy világszinten a kék bálna állományai nőttek, vagy stabilak maradtak-e. Az Antarktisz vizeiben a legjobb felmérések szerint az állomány 7,3 százalékkal nő évente, de ez a szám 1 százalékkal kisebb, mint a vadászat előtti éves növekedés. A bálnavadászat betiltása után a szovjetek még illegálisan vadásztak a bálnákra. Feltételezések szerint az izlandi és a kaliforniai állományok növekedésnek indultak, azonban ez a statisztika szempontjából nem játszik fontos szerepet. A 2002-es évi felmérés szerint világszerte 5000–12 000 kék bálna élt, azonban a felmérésnek hiányosságai is vannak, mivel előfordulási területének egyes részeiről érkező adatok kisebb-nagyobb mértékben bizonytalanok.
A Természetvédelmi Világszövetség (IUCN), már a Vörös lista megalkotása óta, veszélyeztetett fajnak minősítette a kék bálnát. Az Amerikai Egyesült Államokban a National Marine Fisheries Service (Nemzeti Tengeri és Halászati Szolgálat) az Endangered Species Act (a veszélyeztetett fajokról szóló törvény) értelmében ezt az óriás állatfajt veszélyeztetettnek tekinti. A legnagyobb ismert állomány a B. m. musculus alfajhoz tartozik. A csoport tagjai a Csendes-óceán északkeleti részén élnek, Alaszkától kezdve egészen Costa Ricáig, azonban a többség nyáron Kalifornia vizeiben látható. Ritka esetben ennek a csoportnak egyes tagjai átúsznak az óceán másik részére, Kamcsatkáig és Japán északi részéig.
Az Észak-Atlanti-óceánban két B. m. musculus-állományt ismernek el. Az egyik Grönland, Új-Fundland, Új-Skócia és a Szent Lőrinc-öböl között található meg. Ez az állomány körülbelül 500 bálnából áll. A másik csoport jóval keletebbre él. Tavasszal az Azori-szigetek környékén, míg július és augusztus között Izland vizeiben lelhető fel. Feltételezések szerint a két vulkanikus sziget közötti vándorút a Közép-Atlanti-hátság mentén húzódik. Izlandon kívül a kék bálnát még megfigyelték a Jan Mayen-sziget és a Spitzbergák környékén is, bár az ilyen északi előfordulása igen ritka. A tudósok még nem ismerik, hogy ezek az állatok hol töltik a telet. Az Észak-Atlanti-óceán összes állománya együttvéve 600–1500 kék bálnát számlál. A Brit-szigeteknél az intenzív kutatás ellenére 1923 óta egy kék bálnát sem láttak.

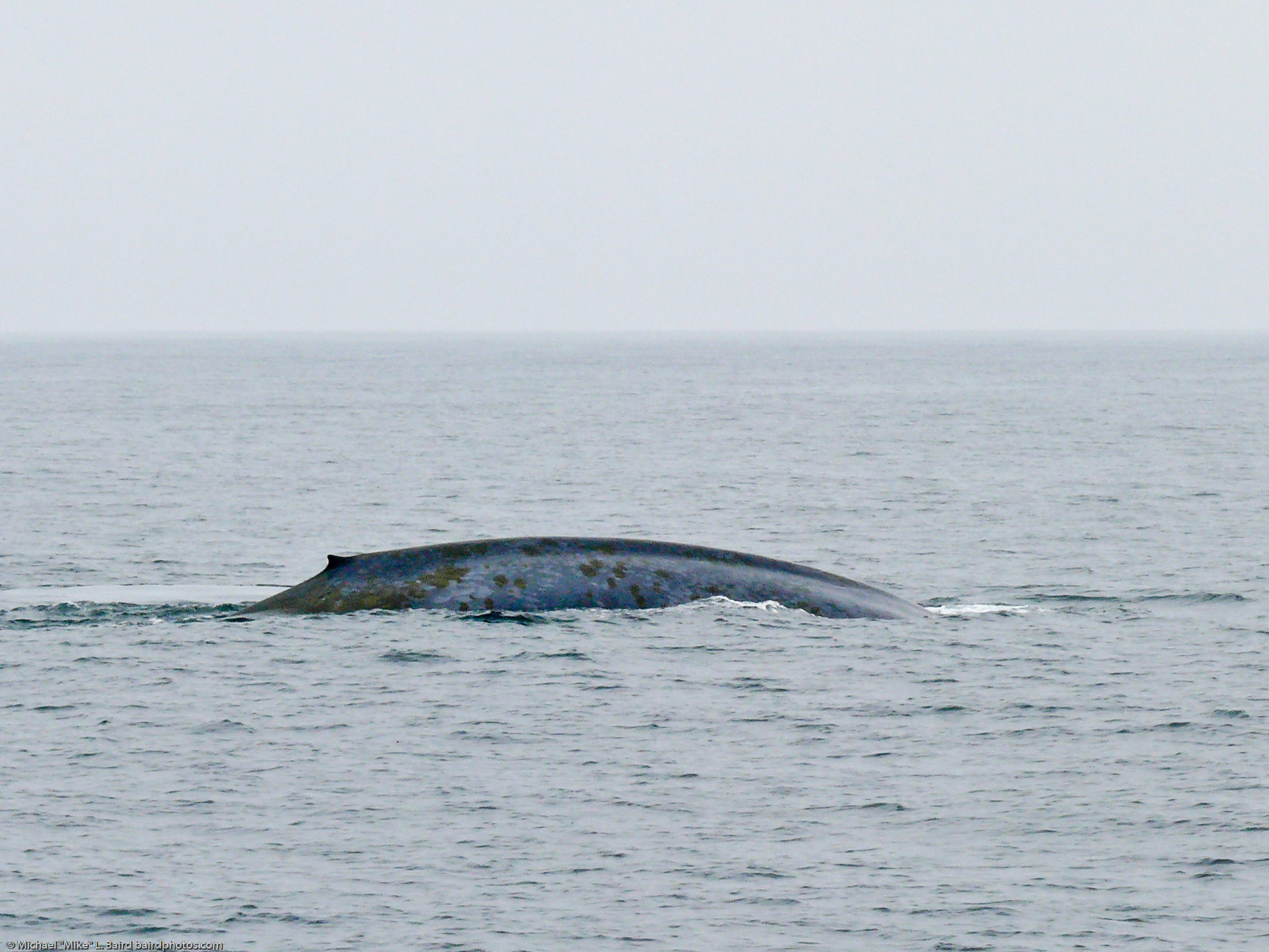
Merülő kék bálna Santa Barbara vizeiben

A déli félgömbön az állományok két alfajt foglalnak magukba, az antarktiszi B. m. intermediát és a kevésbé tanulmányozott indiai-óceáni B. m. brevicaudát. A környéken a legutolsó, 1998-as számlálás szerint 2280 kék bálna élt, ebből kevesebb, mint 1 százalék törpe példány volt. 1996-ban, Madagaszkár déli vizeiben 424 törpe kék bálnát számoltak, de meglehet, hogy az Indiai-óceánban több ezer példány is létezhet. Ha ez igaz, akkor a világszintű felmérések helytelenek, és a kékbálna-állomány valójában jóval nagyobb, mint gondoltuk volna.
A negyedik alfajt, a B. m. indicát, 1859-ben Edward Blyth fedezte fel az Indiai-óceán északi részén. Mivel igen nehéz megkülönböztetni a B. m. brevicaudától, gyakran ennek az alfajnak a szinonimájaként használják. A Szovjetunió által közölt adatok – amelyek a bálnavadászatok során jöttek létre – szerint a nőstények mérete inkább egyezik a B. m. brevicaudáéval, semmint a B. m. musculuséval, bár a B. m. brevicauda és a B. m. indica közötti eltérések nem is kicsik. A két alfaj eléggé elkülönülten él, továbbá a szaporodási időszakuk hat hónappal eltér egymástól.

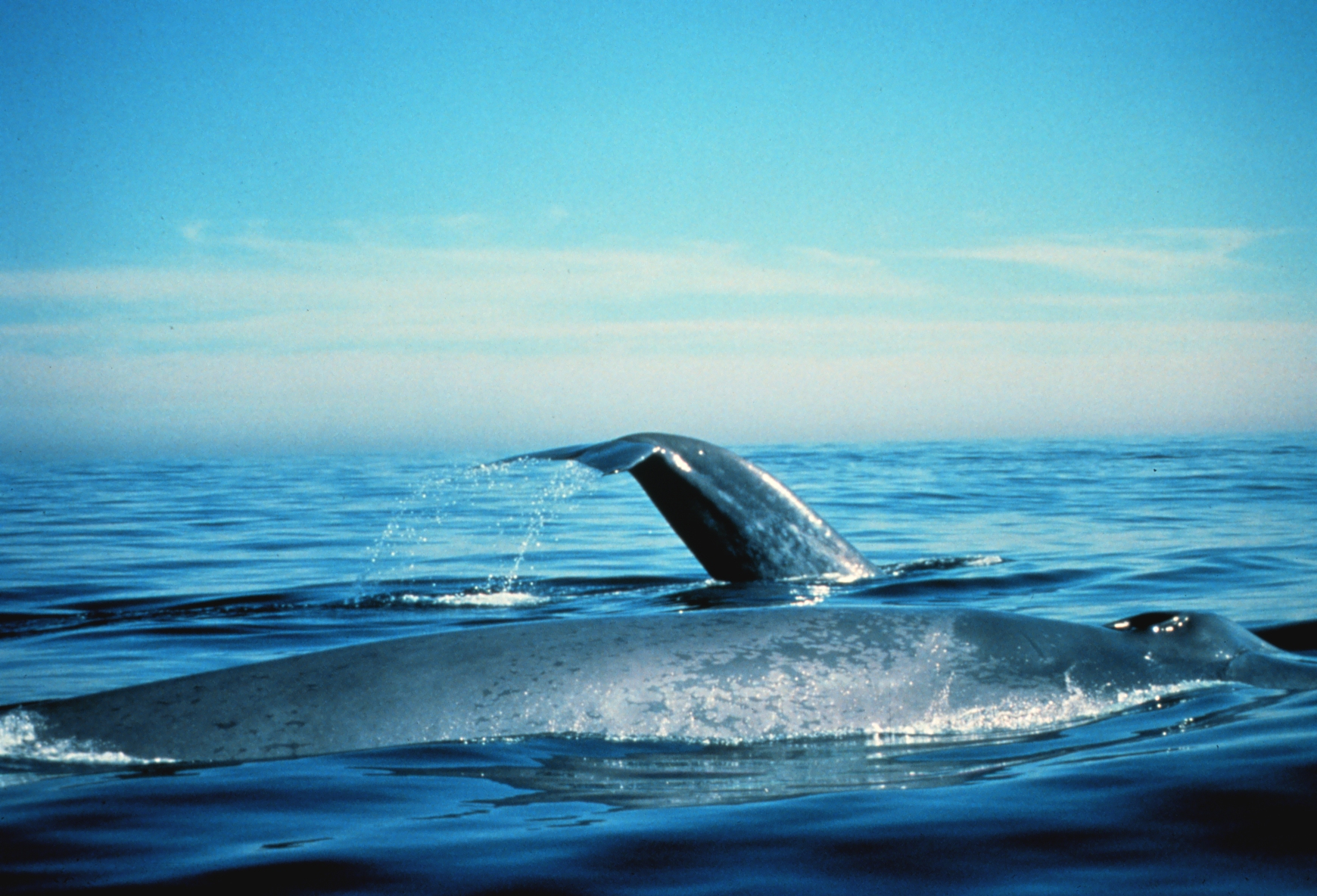
Kék bálnák a kaliforniai Farallones-öbölben

A kék bálna alfajainak vándorútja kevéssé ismert. Például törpe kék bálnákat figyeltek meg az Indiai-óceán északi részén, Omán, a Maldív-szigetek és Srí Lanka vizeiben; ezek lehet, hogy helybéli állatok. Továbbá a chilei és a perui állatok saját állományt alkothatnak. Egyes antarktiszi kék bálnák a telet a Dél-Atlanti-óceán keleti részén töltik, azonban ugyanezeknek a példányoknak a hangja hallható Peruban, Nyugat-Ausztráliában és az Indiai-óceán északi részén is. 2007-ben Chilében, a Corcovado-öbölben levő Chiloé-sziget környékén egy új táplálkozóhelyet fedeztek fel, itt 326 kék bálna gyűlt össze táplálkozni. A chilei Cetacean Conservation Center (Ceteket Védelmező Központ) – a chilei haditengerészet támogatásával – megpróbálja védett hellyé tenni az új táplálkozó területet. Közben természetesen kutatások is folynak.
A kékbálna-állományok pontosabb felmérését a Duke Egyetem emlősökkel foglalkozó tudósai támogatják. A bálnaszámláláshoz több mint 130 megfigyelő forrást vesznek igénybe, köztük az Ocean Biogeographic Information System—Spatial Ecological Analysis of Megavertebrate Populationst, röviden OBIS-SEAMAP (Óceáni Életföldrajzi Információs Rendszer-Óriás gerinces Populációk Térbeli Ökológiai Analízise).

## Megjelenése

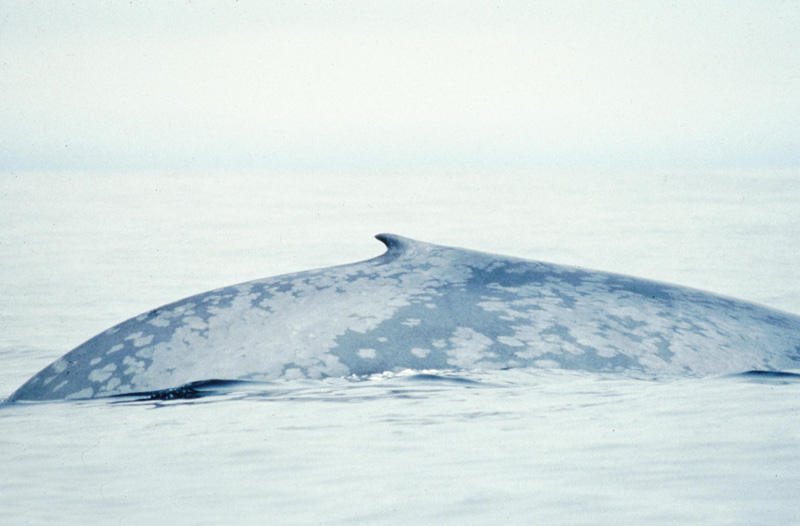
Ezen a képen jól látszik foltozottsága és kisméretű hátúszója

Ennek a hatalmas állatnak a teste hosszú és kúpszerű. A többi bálnáktól eltérően, amelyek tömzsibbek, a kék bálna nyúlánkabb testalkatot mutat. Feje lapított és U alakú. Egy jól kiemelkedő „taréj” húzódik az orrnyílásoktól a felső ajakig. Szájának elülső része vastag. Nincs foga, helyette a szájpadlásáról eredő több száz (320) szilával szűri ki a tengervízből a planktont. Szilája 100 centiméter hosszú és 55 centiméter széles. Torka igen szűk, ezért csak kisebb állatokat tud lenyelni. A toroktól kezdve, a testtel párhuzamosan, 70–118 barázda húzódik. A barázdák növelik a száj térfogatát, vagyis az állat nagyobbat falhat, sőt a víz kinyomásában is szerepük van (erről többet a Táplálkozása szakaszban).

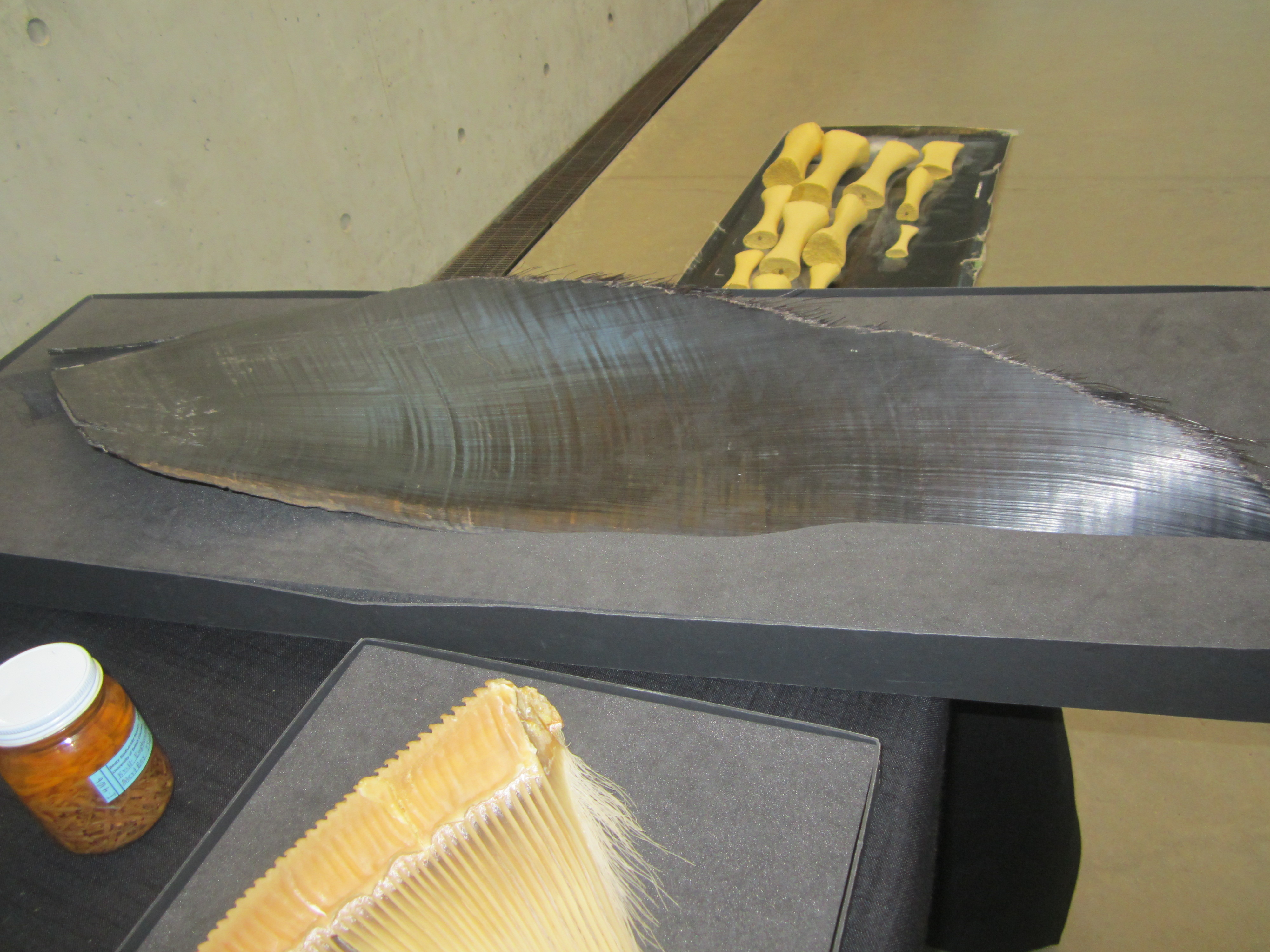
Szila egy brit columbiai múzeumban

A hátúszója kicsi, csak merüléskor vehető észre, és testhosszának a háromnegyedénél található meg. A hátúszó alakja a különböző példányoknál eltérő, egyeseknél alig észrevehető kis dudor, másoknál még sarlóalakú is lehet. Mikor a felszínre jön lélegezni, a kék bálna a vállát és orrnyílásait a többi bálnától eltérően magasabbra emeli, magasabbra, mint a közönséges barázdásbálna és a tőkebálna. A kutatók ezeknek köszönhetően különböztetik meg egymástól a bálnafajokat. Az Atlanti- és a Csendes-óceán északi részén élő állatok merülés közben magasra emelik farokúszóikat. Lélegzés közben és szélcsendes időben a bálna egy, legfeljebb 12, átlagosan 9 méter magas páraoszlopot lövell ki az orrnyílásain; ez 4–5 másodpercig látható. Tüdejében 5000 liter levegő fér el. A kék bálnának ikerorrnyílásai vannak, amelyeket nagyméretű képződmények vesznek körül.
Mellúszói 3–4 méter hosszúak. A felső részük szürke, vékony fehér sávval bekeretezve, alsó részük pedig teljesen fehér. A fej és a farokúszó általában egyformán szürke. A bálna testének felső része és néha a mellúszók felső részei is foltozottak. A foltozottság sűrűsége példánytól függően különböző. Egyes állatok egész teste palaszürke, míg mások sötétkékek, szürkésfeketék vagy feketék, az utóbbiakon sűrű a foltozottság. általában

### Mérete

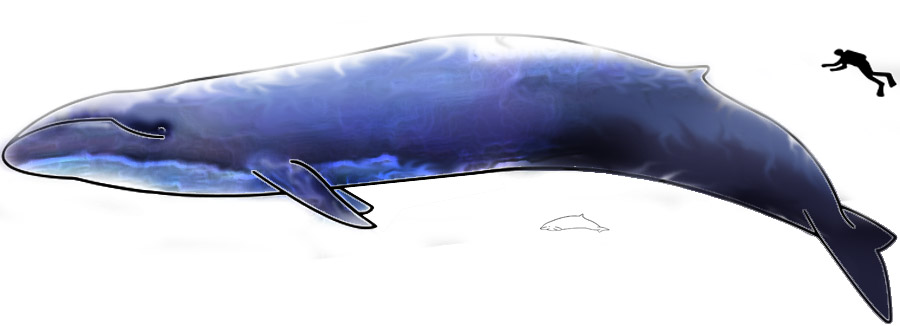
A kék bálna, a Hector-delfin és az ember méreteinek az összehasonlítása

Alighanem a valaha élt legnagyobb testű állat bolygónkon. Hossza a 30 métert, tömege pedig a 173 tonnát is elérheti. A mezozoikum földtörténeti időben élő legnagyobb ismert sauropoda dinoszaurusz, az Argentinosaurus 73 tonnás tömegével akkora volt, mint egy átlagos méretű kék bálna.
A kék bálna tömegét az állat hatalmas méretei miatt igen nehéz megmérni. Mint a legtöbb bálna esetében, amelyekre az ember vadászott, a kék bálnát sem egészben, hanem feldarabolva mérik le. Ez a mérési módszer azonban nem tökéletes, mivel a feldarabolás során nagy mennyiségű vér és egyéb folyadék vész el. Az elfolyt folyadékok ellenére egy átlagos méretű példány testtömege 73–136 tonna. Egészében véve, az északi állatok kisebbek, mint a déli félgömbön levő példányok.

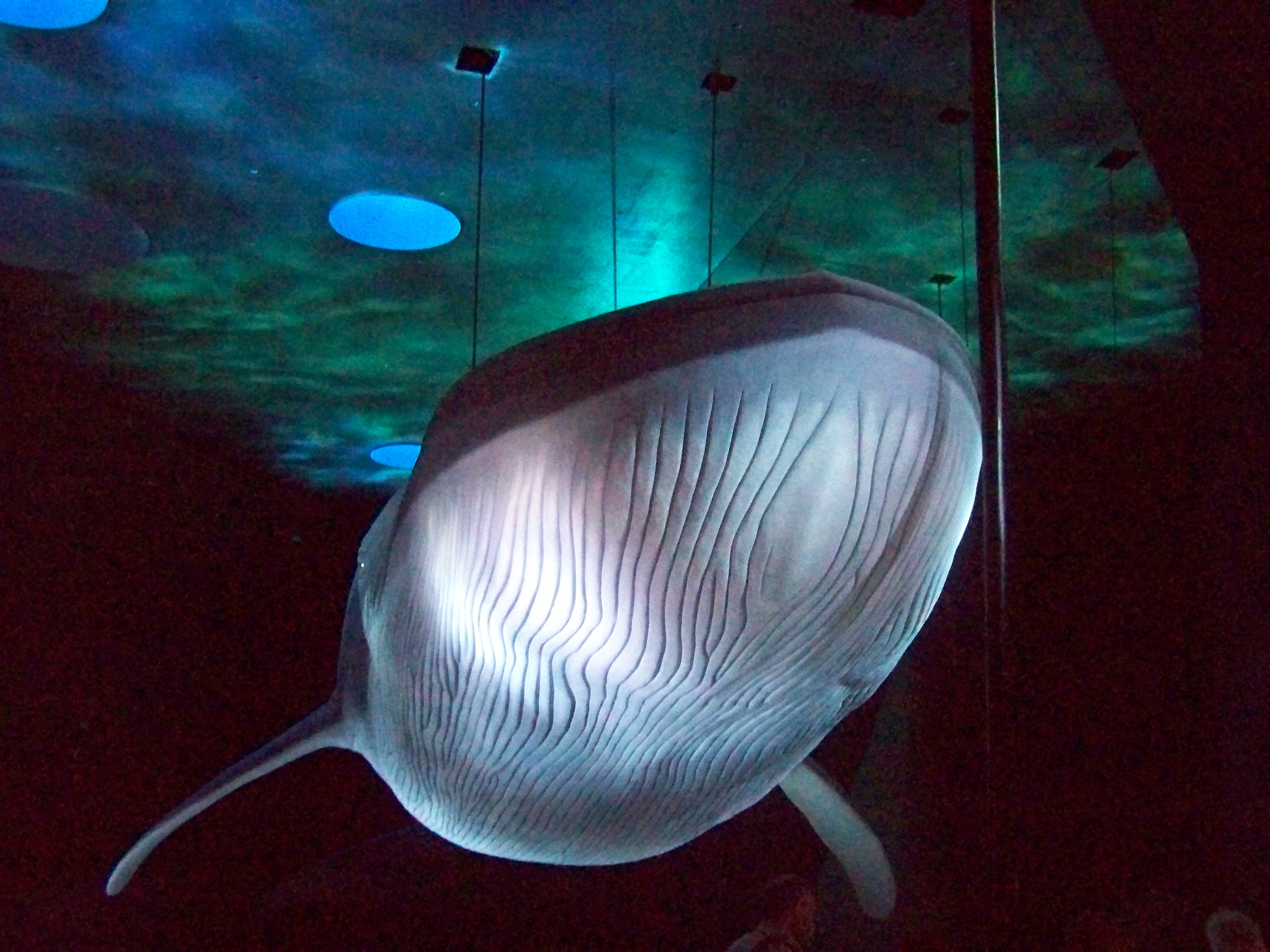
Jól látszanak az állat barázdái

Még nem ismert pontosan, hogy melyik volt a legnagyobb valaha kifogott kék bálna példány, mivel az adatok többsége a 20. század első feléből származik. Az adatokat pedig nem tudósok gyűjtötték, hanem az Antarktisz vizeiben vadászó bálnavadászok, akiknek nem voltak megfelelő műszereik. Az eddigi adatok szerint a legsúlyosabb állat 173 tonnás volt. A leghosszabb bálna címét két nőstény birtokolja, az egyik 33,6 méter, a másik 33,3 méter hosszú volt, de egyikük esetében sem mérték le a testtömeget. A Nemzeti Tengeri Emlősök Laboratórium (National Marine Mammal Laboratory) által megmért leghosszabb kék bálna egy 29,9 méteres nőstény volt; ezt a példányt a japánok fogták ki az Antarktisz vizeiből, az 1946–1947-es vadászszezon idején. 1937–1938 között, az Antarktisz környékén, az Amerikai Egyesült Államok Parti őrségének (USCG – United States Coast Guard) dolgozó Quentin R. Walsh hadnagy, aki abban az időben az Ulysses nevű bálnafeldolgozó hajó felügyelője volt, egy alkalommal egy 29,9 méteres vemhes nőstényt mért le. 1959-ben a japánok vadászták le a Csendes-óceán északi részén a leghosszabb állatot, ez is egy nőstény volt, de valamivel kisebb, csak 27,1 méteres volt. Az Észak-Atlanti-óceán leghosszabb kék bálnája egy 28 méteres nőstény volt, amelyet a Davis-szorosban ejtettek el.
Hatalmas mérete miatt az állatvilágban a kék bálna szervei a legnagyobbak. A kék bálna nyelve körülbelül 2,7 tonna tömegű. Szája a megnyúlt barázdákkal együtt képes 90 tonna táplálékot és vizet befogadni. Szűk torka miatt ennek ellenére a kék bálna képtelen labda méretű élőlénynél nagyobbat lenyelni. Az összes állat közül ennek a bálnának van a legnagyobb szíve, átlagosan 180 kilogramm. A kék bálna agya viszonylag kis méretű a testtömegéhez viszonyítva, mindössze 6,9 kilogramm, ami az állat testtömegének körülbelül 0,007%-a. Az összes állat közül ennek a bálnának van a legnagyobb pénisze, mintegy 2,5 méter hosszú. Életének első hét hónapjában a kékbálna-borjú naponta 380 liter tejet fogyaszt. A borjú gyorsan növekszik, 24 óránként 90 kilogrammot szed fel magára. A borjú a születésekor 2700 kilogrammos, körülbelül akkora, mint egy kifejlett nílusi víziló (Hippopotamus amphibius).

## Életmódja

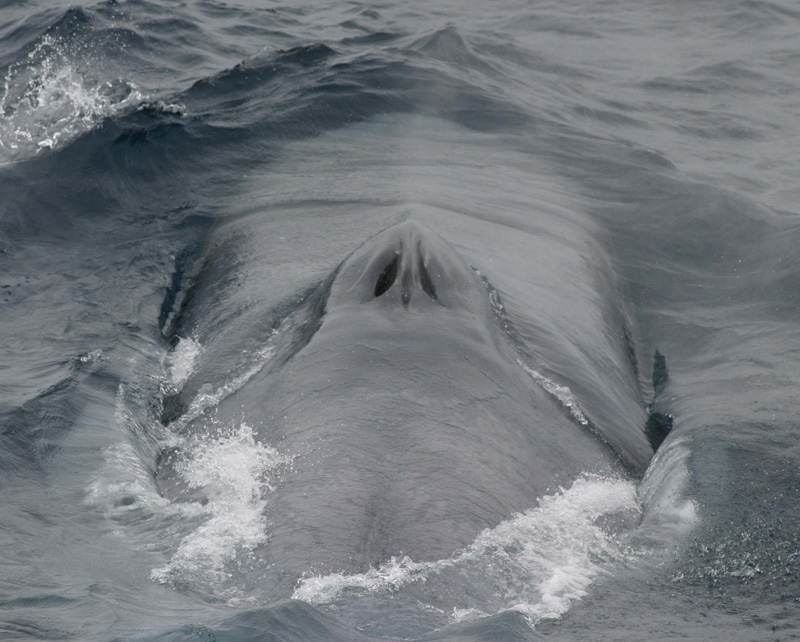
A kék bálna orrnyílásai

A kék bálna általában magányosan, vagy egy másik társaságában él. Nem ismert, hogy a vándorló pár meddig marad együtt. Az olyan helyeken, ahol bőséges a táplálékkínálat, akár ötven kék bálna is összegyűlhet. A kék bálna a fajtársaival nem alkot olyan nagy, szoros családi kapcsolatot, mint ahogy azt más bálnafajok esetében láthatjuk.
Vándorláskor, vagy amikor más bálnákkal érintkezik, 15–20 kilométert tesz meg óránként, de gyors meneküléskor óriási testével 37 km/h, rövid időre pedig 50 km/h sebességre is képes. Táplálkozáskor úszása lelassul 5 km/h-ra.

### Táplálkozása

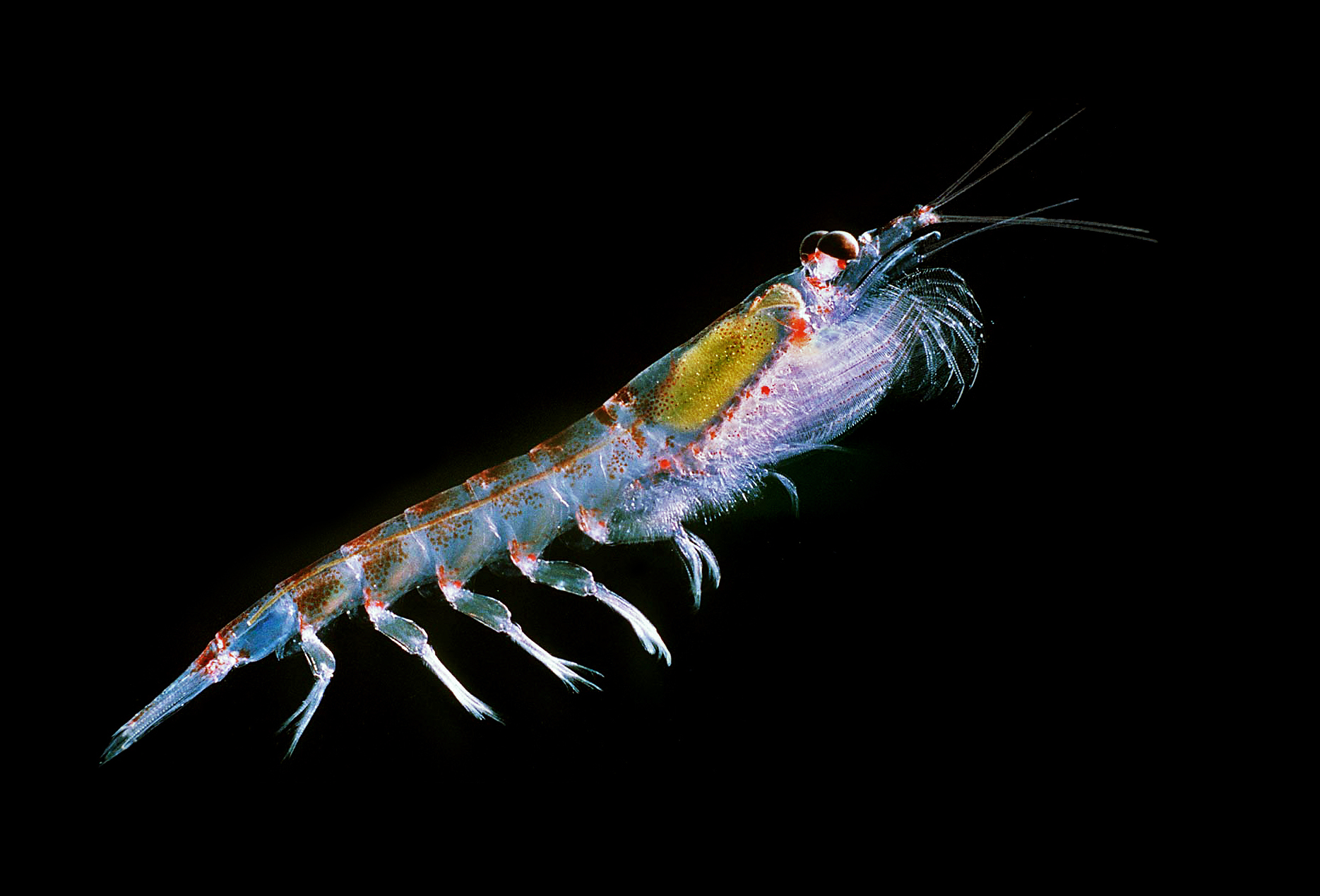
Euphausia superba, a kék bálna egyik fő tápláléka

A kék bálna szinte kizárólag lebegő világítórákokat, úgynevezett krilleket fogyaszt, azonban néha evezőlábú rákokkal (Copepoda) is táplálkozik. A táplálékként szolgáló zooplanktonban levő rákfajok óceánonként változóak. Az Észak-Atlanti-óceánban: északi krill (Meganyctiphanes norvegica), Thysanoessa raschii, Thysanoessa inermis és Thysanoessa longicaudata; az Észak-Csendes-óceánban: Euphausia pacifica, Thysanoessa inermis, Thysanoessa longipes, Thysanoessa spinifera, Nyctiphanes symplex és Nematoscelis megalops; az antarktiszi vizekben: Euphausia superba, Euphausia crystallorophias és Euphausia vallentini. A jeges vízben több az oxigén és a szén-dioxid, mint a meleg vízben, ezért ott különösen gazdag az élővilág.
A kifejlett kék bálna naponta 40 millió krillt fogyaszthat, ez körülbelül 3,6 tonna táplálékot jelent. Amikor egy bálna gyomrát megvizsgálták, 425 kilogramm krillt találtak benne. A felnőtt állatnak naponta körülbelül 1,5 millió kilokalória kell ahhoz, hogy életben maradhasson.
Mivel a krill állandóan mozgásban van, a bálna kénytelen utánuk úszni. Nappal körülbelül 100 méteres mélységekben vadászik, csak éjszaka táplálkozik a víz felszínén, amikor a krill felfelé vándorol. A táplálkozási célú merülések általában 10, néha 20 percig tartanak, a rekord 36 perces volt. Felbukkanáskor áttöri magát a planktonfelhőkön, miközben nagyokat „kortyol”: a száját félig bezárja, közben sziláin át a nyelve segítségével kipréseli a vizet, ily módon szilasertéi között bőséges mennyiségű tápláló planktont fog fel. Krillvadászat közben a kék bálna véletlenül kisebb halakat, egyéb rákokat és kalmárokat is lenyelhet.

### Éneke
Cummings és Thompson (1971) becslései szerint a kék bálna hangjának erőssége 1 méter távolságban 155 és 188 decibel közöttinek felel meg, 1 μN/m² nyomás esetén.
Mindegyik bálnacsoport a 10-től 40 Hz-ig terjedő frekvenciatartományt használja (az emberi fül érzékelésének alsó frekvenciahatára 20 Hz körül van). Egy-egy ének hossza 10–30 másodperc közötti. A Srí Lanka partjainak közelében élő kék bálnák négy hangból álló mintát ismételnek, amik egyenként akár két percig is eltartanak. Ez hasonlít a hosszúszárnyú bálna jól ismert énekére. Mivel ez más populációban nem fordul elő, a kutatók úgy vélik, hogy ez a jelenség csak a B. m. brevicauda („törpe”) alfajra jellemző.
A bálnák énekének okai pontosan nem ismertek.
Richardson és társai (1995) hat lehetséges okot sorolnak fel:
1. az egyes egyedek közötti távolság megtartása;
2. a fajok és az egyedek felismerése;
3. az adott helyzetre vonatkozó információ közlése (például táplálkozás, figyelmeztetés vagy udvarlás);
4. a társadalmi helyzet fenntartása (például hívás nőstények és hímek között);
5. a vízben lévő akadályok felderítése;
6. a zsákmány helyének meghatározása.

- Nem tudod lejátszani a fájlt? Olvasd el a Wikipédia:Médiafájlok lapot.

## Szaporodása és élete

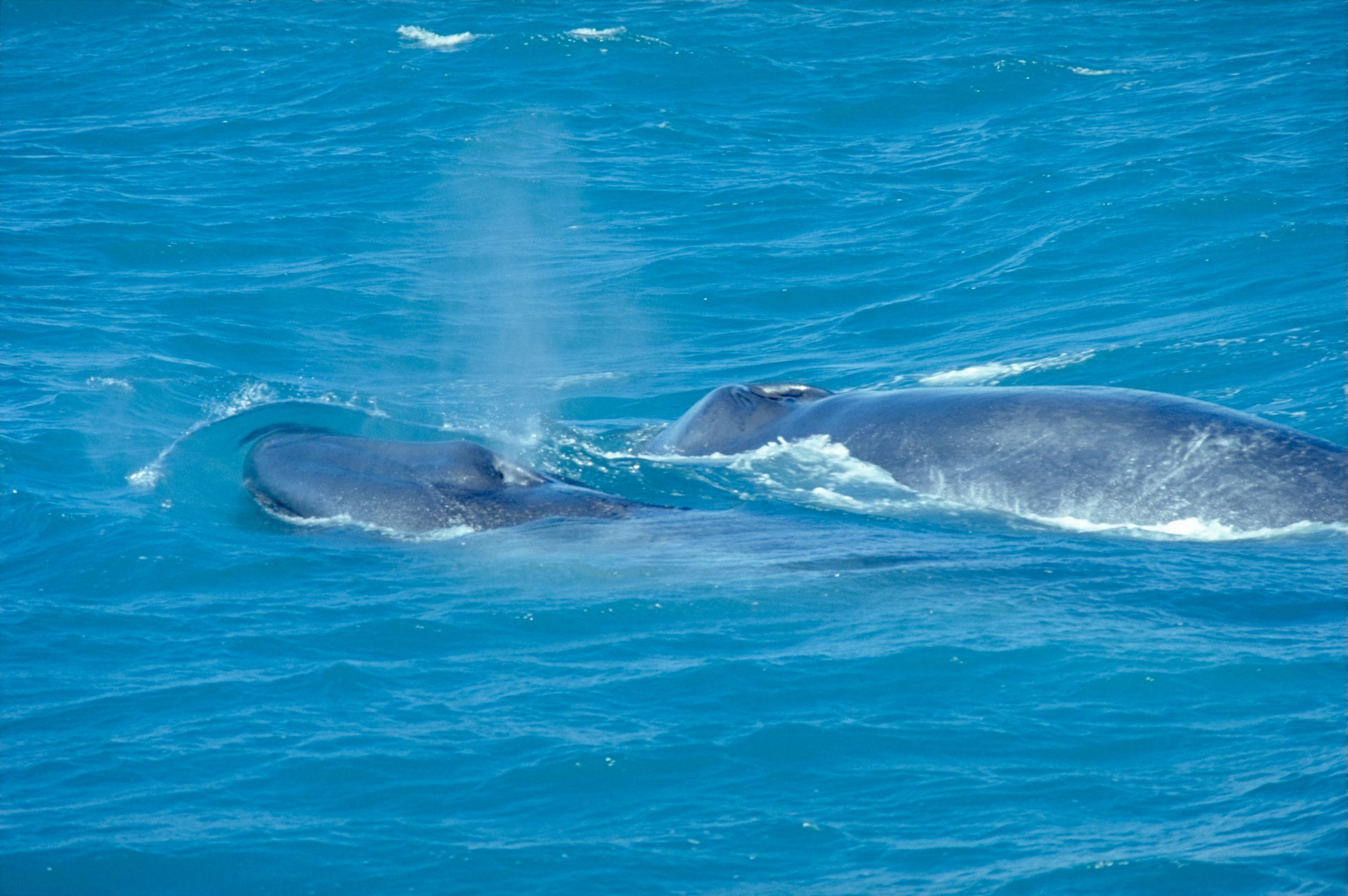
Anya borjával, Izland közelében

A kék bálna szaporodási időszaka késő ősztől a tél végéig tart. Az udvarlási szertartásról és a szaporodási helyekről csak keveset tudunk. Legvalószínűbb, hogy a párzás a meleg trópusi vizekben megy végbe, és itt is születnek meg az utódok. A borjak, mivel csupán vékony réteg szigetelő bálnazsírral rendelkeznek, hidegebb vizekben nem tudnának életben maradni. A legtöbb nőstény csak háromévente lesz vemhes. A vemhesség 11–12 hónapig tart, ennek végén egyetlen utód jön a világra. A kis bálnák születésükkor mintegy 7 méter hosszúak, testtömegük 2,5–2,7 tonna. Tengeri emlős lévén a kis bálna szoptatása is a tengerben történik. A borjú 380–570, általában 400 liter tejet szopik naponta. Az elválasztás 6–7 hónap után következik be, amikor már kinőttek a szilái, és a borjú kétszer akkora, mint születésekor. Az ivarérettséget 5–10 éves korban éri el. Az északi félgömbön a hím a 20–21 méteres, a nőstény a 21–23 méteres testhossz elérésekor válik ivaréretté, a déli félgömbön pedig a hím 22,6, a nőstény 24 méteresen lesz ivarérett. A bálnavadászatok miatt a kék bálna egyre kisebb méret elérésekor válik ivaréretté, és már nem éri el a korábbi hatalmas méreteit sem. Manapság az Antarktisz körül a hímek átlagos hossza 25, a nőstényeké 26,5 méter, míg a Csendes-óceán északi részén az átlag felnőtt kék bálna hosszúsága 21,6, legfeljebb 24,4 méter, bár 1979-ben, a kaliforniai Pescaderonál egy 26,5 méteres nőstény vetődött a partra. Az előbbi méreteket fényképek segítségével állapították meg a tudósok.

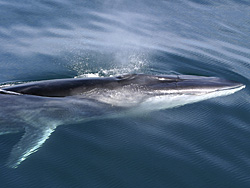
Közönséges barázdásbálna, amellyel néha kereszteződik

A nőstény kék bálnák újabban közönséges barázdásbálna hímekkel is párosodnak. Ez azért történik meg, mert ritkábban találkoznak fajtársbeli hímekkel. Egyelőre nem ismert, hogy az ebből a kapcsolatból született hibrid borjak felnőtt korukban szaporodóképesek lesznek-e (valószínűleg nem), azonban a kék bálnák számát ez a tényező is csökkenti.
A kutatók szerint az állat akár 80 évig is elélhet, bár erről pontos adatok nincsenek. A bálnavadászatok korában senki sem jegyezte fel vagy tanulmányozta alaposan ezeket az állatokat. Valósághű adatokat a kék bálna koráról csak majd sok év múlva tudhatunk meg. A leghosszabb ideig figyelt példány a Csendes-óceán keleti részén élt, ezt az állatot 34 éven keresztül figyelték a biológusok. A kék bálna egyetlen természetes ellensége a kardszárnyú delfin (Orcinus orca). A kutatások szerint a felnőtt kék bálnák mintegy negyedén láthatók kardszárnyú delfinek által okozott sebnyomok. A halálozási ráta a vadászatok miatt ismeretlen.
A partra vetett kékbálna-esetek igen ritkák, és mivel általában magányos állatok, tömeges partra vetéseket még nem jegyeztek fel. 1920-ban, a skóciai Bragar (Lewis-sziget, Külső Hebridák) falu partjára egy kék bálna vetődött ki. A bálnát bálnavadászok szigonyozták meg, de a szigony nem robbant el. Mint minden emlős esetében, a cetnél is a lélegzés a legfontosabb. Mivel sebesült volt, és elmerülésekor megfulladt volna, a bálna úgy döntött, hogy kijön a partra. Ennek a bálnának két csontját felállították a szigeten levő főút szélére, és azóta is turisztikai látványosságnak számítanak.

## A kék bálna és az ember

### Vadászata

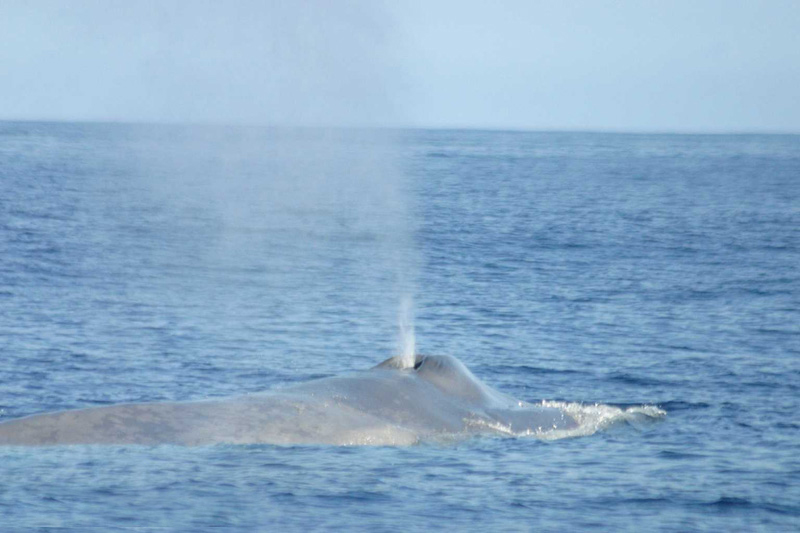
A bálnavadászok magas páraoszlopáról tudták, hogy hol van a zsákmányuk

A kék bálnát nem könnyű kifogni és megölni. Sebessége és ereje miatt a korai bálnavadászok kerülték az állatot, inkább nagy ámbráscetre (Physeter macrocephalus) és Eubalaena-fajokra vadásztak. 1864-ben a norvég Svend Foyn felszerelte a gőzhajóját az általa alkotott, speciálisan nagy bálnák vadászatára szabott szigonyokkal. Bár Foyn szigonyai eleinte nehézkesek voltak és kevés sikerrel jártak, a bálnavadász tovább tökéletesítette a szigonyait. Sikeres találmányának köszönhetően hamarosan több bálnavadász állomás jött létre Norvégia Finnmark megye partjain. Mivel a bálnavadászoknak több konfliktusuk is volt a helybéli halászokkal, 1904-ben az utolsó Finnmark megyei bálnavadász állomást is bezárták.

A kékbálna-állományok erősen lecsökkentek az ipari méretű mészárlás miatt

Hamarosan más helyeken is elkezdődött az ipari méretű bálnamészárlás: 1883-ban Izlandon, 1894-ben Feröeren, 1898-ban Új-Fundlandon és 1903-ban a Spitzbergákon. 1904–05-ben a Déli-Georgia és Déli-Sandwich-szigeteken is megölték az első kék bálnát. 1925-re elkészültek az oldalnyílásos bálnavadász- és feldolgozó hajók, továbbá a vadászhajók is gőzhajtással működtek, így elkezdődhetett az antarktiszi és a környékbeli vizekben is a nagy mértékű bálnavadászat. Hatalmas mérete miatt a kék bálna a bálnavadászat virágzása idején az egyik fő zsákmány volt. Lemészárlása után hatalmas testét halzsírrá dolgozták fel az élelmiszeripar számára, míg a szilákat „halcsontként” hasznosították. Az 1930–31-es vadászszezon alatt csak az Antarktisz vizeiből 29 400 kék bálnát öltek meg. A második világháború után, 1946-ban, a kékbálna-állományok jelentősen lecsökkentek, emiatt nemzetközileg létrehozták az első kvótákat, de ezek alig értek valamit, mivel akkoriban nem nagyon különböztették meg a különböző fajokat egymástól. A ritka fajokat ugyanazzal az irammal irthatták, mint a közönséges, nagy állományú fajokat.
1962-ben az angol író és mérnök, Arthur C. Clarke a Profiles of the Future című könyvében az elsők között hívta fel a figyelmet a kék bálna ügyére. Clarke az állat nagy agyára hivatkozva a következőt írta könyvében: „nem ismerjük az általunk tönkretett élőlény igazi természetét”.
1966-ban a Nemzetközi Bálnavadászati Bizottság (International Whaling Commission, IWC) felfüggesztette e bálnafaj vadászatát, hogy megvédje a fajt a kihalástól. Végül, az 1970-es években a Szovjetunió is leállt az illegális bálnavadászattal. A kék bálna vadászatának betiltásáig az Antarktisz vizeiben 330 000, a déli félgömb többi részén 33 000, a Csendes-óceán északi részén 8200, az Észak-Atlanti-óceánban 7000 példányt pusztítottak el. A világ legnagyobb kékbálna-állományának, amely az Antarktisz körül élt, a tilalom bevezetésekor már csak 0,15 százaléka maradt meg. A kék bálnákat és más bálnaféléket befolyásos szervezetek próbálják védeni. 2002-ben a világ kékbálna-állományát 5–12 000 példányra becsülték. A vadászat teljes betiltása óta az antarktiszi állomány évi növekedését 7,3%-ra becsülik. A kaliforniai populáció 2014-re már elérte az eredeti létszám 97%-át.

### Egyéb veszélyforrások

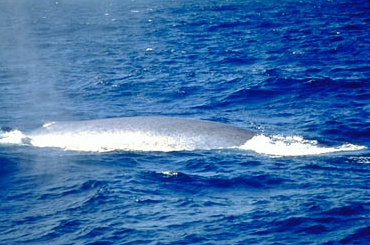
Az emberi tevékenység még mindig erősen veszélyezteti a Föld legnagyobb állatát

Hatalmas mérete, ereje és sebessége miatt a kék bálnának nincs, vagy alig van természetes ellensége. A National Geographic Magazine-ban ismertetnek egy esetet, amikor Alsó-Kaliforniánál (Baja California) egy kék bálnára kardszárnyú delfinek támadtak. Bár az orkáknak nem sikerült azonnal megölniük áldozatukat, a kék bálnán olyan mély sebeket ejtettek, amelyek aztán a bálna halálát okozták. A kék bálnák egynegyede visel kardszárnyú delfinek által okozott sebnyomokat.
A kék bálnát az óriás hajók is megsebezhetik, vagy akár meg is ölhetik, amikor összeütköznek vele. Az állat a halászhálókba is begabalyodhat. Az egyre erősebb óceáni hangzavar, amelyhez a szonárok is hozzájárulnak, elfedik a bálnák közti társalgó hangokat. Ha a szonár aktiválva van, a kék bálnák abbahagyják a táplálkozásra hívó „D” hangsorozatot, bár a szonár frekvenciája (1–8 kHz) messze esik a bálnák által kiadott hangok frekvenciájától (25–100 Hz). Noha az ember betiltotta a kék bálna vadászatát, az emberi tevékenységek még mindig károsan hatnak az állatra, mivel hatalmas testében nagy mennyiségű poliklórozott bifenil (PCB) halmozódhat fel.
A globális felmelegedés következtében a gleccserek és a permafroszt egyre gyorsabban olvad, egyre nagyobb édesvízadagot juttatva az óceánokba. Ha ez az édesvízmennyiség túl magas értéket ér el, félő, hogy az óceánokban levő áramlások, amelyek életben tartják az élőhelyeket, megszűnnek. Mivel a kék bálna vándorlásai során az óceán hőmérsékletére hagyatkozik (hideg vízből meleg vízbe és fordítva vándorol), a tengeráramlatok megszűnése vagy eltérítése jelentősen befolyásolná az állat életét, talán a létét is. Nyáron a bálna a hideg övezetekben található meg, ahol a krill-„mezőkben” táplálkozik, télen pedig a trópusokon párzik és ellik.
Az óceánok hőmérsékletének megváltozása a bálna táplálékát is érintheti. A vizek felmelegedése és a sótartalom csökkenése jelentősen megváltoztathatja a táplálékul szolgáló krill előfordulási helyét és állomány sűrűségét.

### Múzeumokban

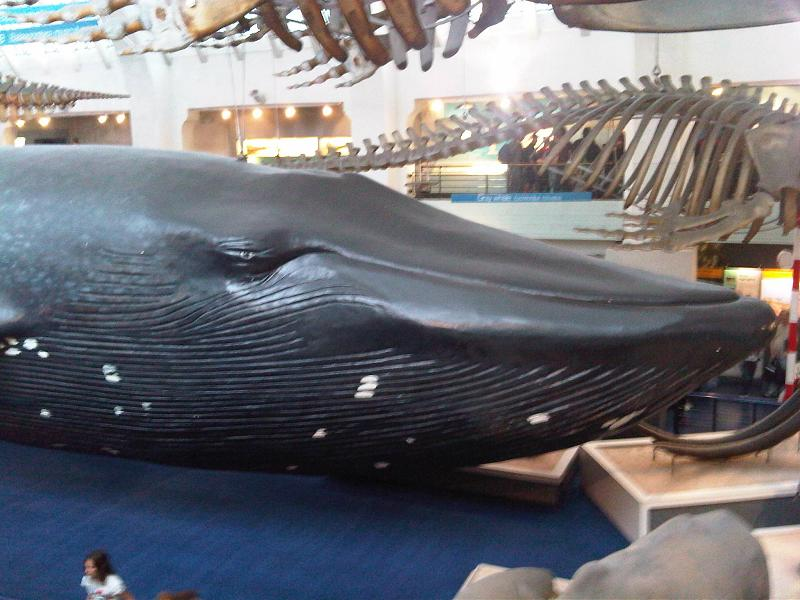
Kékbálna-modell a londoni Természettudományi Múzeumban

A londoni Természettudományi Múzeumban látható egy kékbálna-csontváz és egy valós méretű modell; mindkettő arról híres, hogy a világon az első ilyen kiállított darabok voltak. Ma már egyéb múzeumok is állítanak ki bálnacsontvázakat és modelleket, ilyen például Santa Cruz-i University of California (Kaliforniai Egyetem). Hasonlóképpen, a New Yorkban lévő American Museum of Natural History (Amerikai Természettudományi Múzeum) Milstein Family Hall of Ocean Life szárnyában is látható egy teljes méretű kékbálna-modell. A massachusettsi New Bedford Bálnavadászat Múzeumában (New Bedford Whaling Museum) egy kékbálna-borjú csontváza van kiállítva.
A kaliforniai Long Beachen lnevő Aquarium of the Pacific főtermének plafonján egy anyaállat a borjával látható; ezek is modellek. A kanadai University of British Columbiához (Brit Columbiai Egyetem) tartozó Beaty Biodiversity Museumában egy kék bálna csontvázának a másolata látható. Az ottawai Canadian Museum of Nature-ban 2010 májusában egy valódi kékbálna-csontvázat állítottak fel.
A világ egyetlen kitömött kék bálnája a Svédországban levő göteborgi Természettudományi Múzeumban (Museum of Natural History in Gothenburg) látható. A kitömött állat mellett a felállított csontváza is látható.
A Melbourne Museumban egy törpe kékbálna-csontváz található meg.

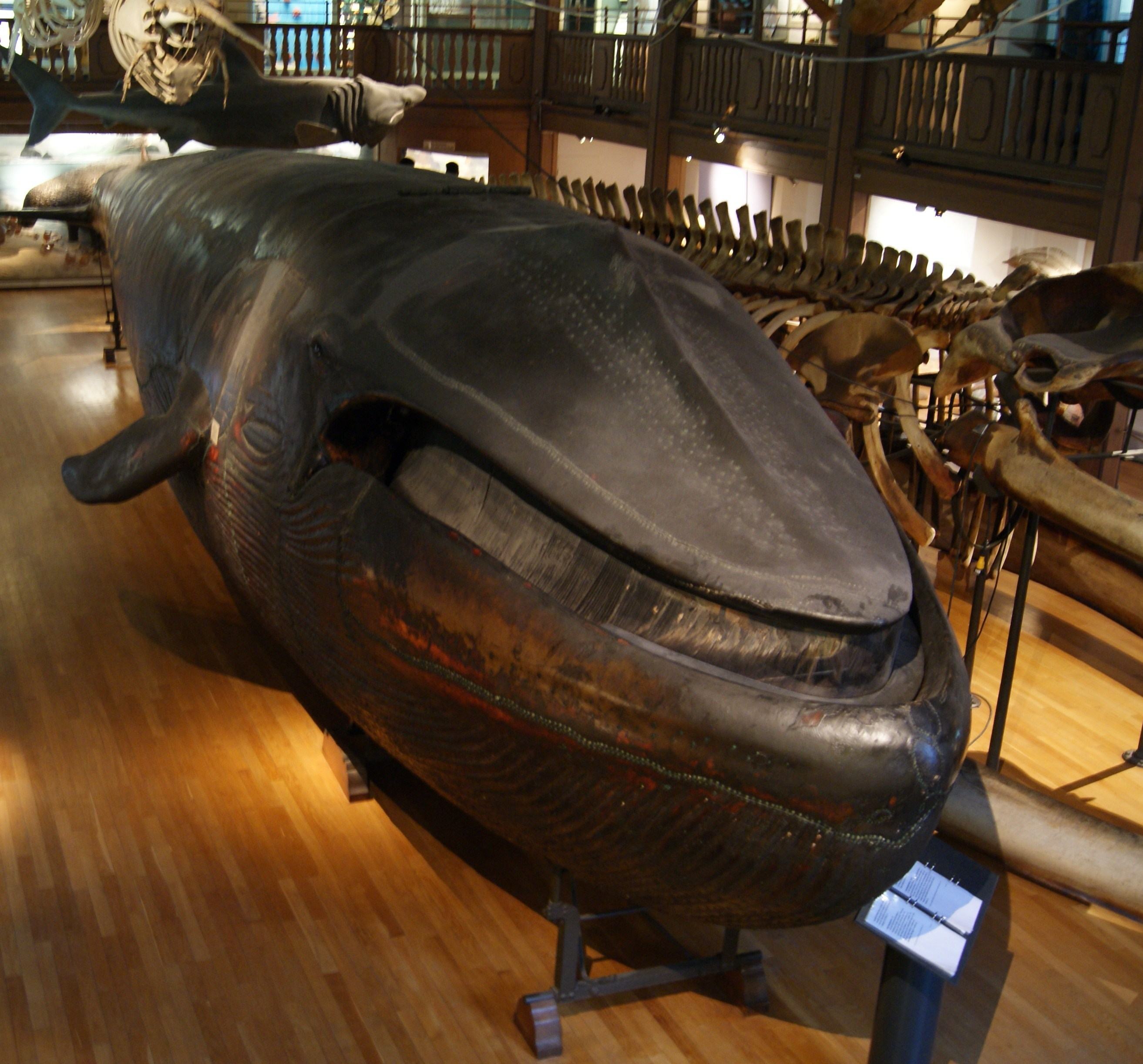
A göteborgi kitömött kék bálna
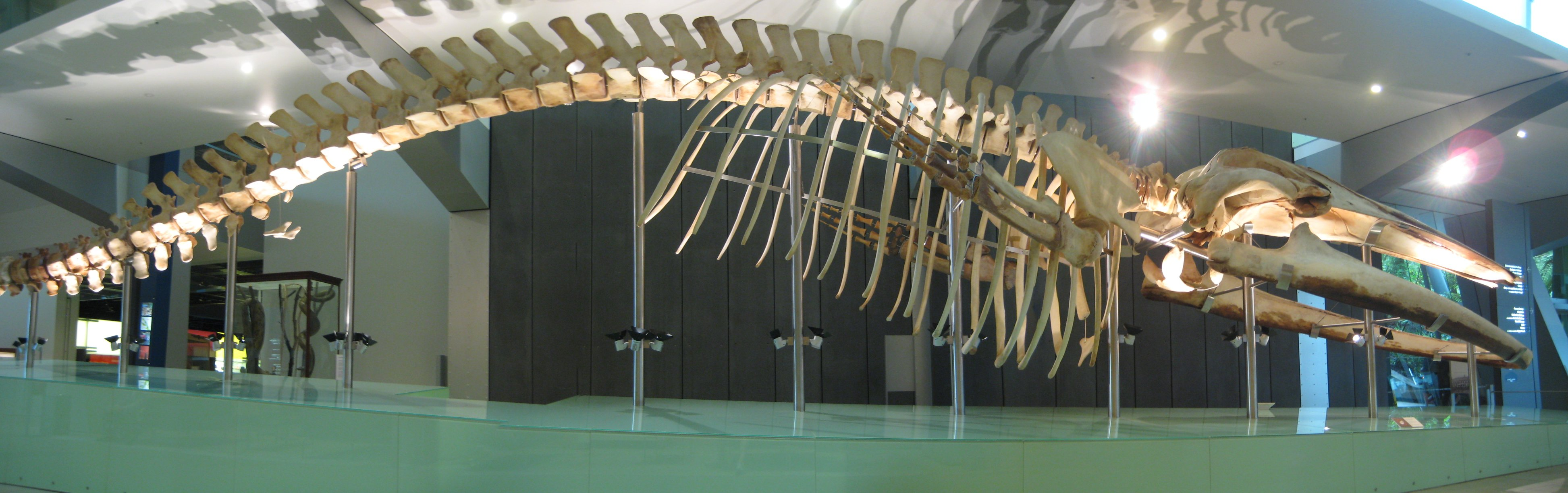
A Melbourne Museumban felállított Balaenoptera musculus brevicauda csontváza
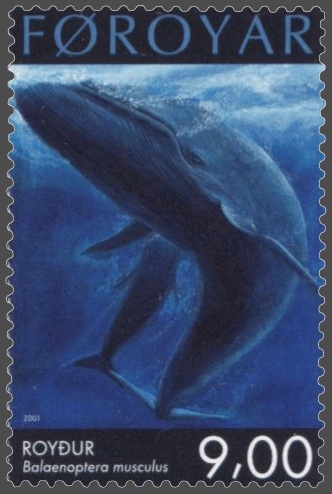
Kék bálna egy feröeri bélyegen

### Bálnafigyelés
A Maine-öbölben a szervezett bálnafigyelésekkor kék bálna ritkán látható, ezzel szemben a Szent Lőrinc-öböl északi partjainál és a Szent Lőrinc-folyó torkolatvidékénél a fő látványosságot képezi. Március és április kezdetével Kalifornia déli részén is megfigyelhető az óriás bálna, azonban azok a turisták és kutatók járnak jól, akik július és szeptember között látogatnak el ide, mivel akkor van a legnagyobb kékbálna-sűrűség a térségben.
Chilében az Alfaguara program, amely a Chiloé-sziget körüli táplálkozó kék bálnákat hivatott védelmezni, sikeresen ötvözte a bálnafigyelést az ökoturizmussal, és így a helybéli lakosok is jövedelemhez jutnak. Srí Lanka déli részén is folyik bálnafigyelés, főleg a kék bálnákat figyelik.

### Fordítás
- Ez a szócikk részben vagy egészben  a   Blue whale című angol Wikipédia-szócikk ezen változatának fordításán alapul.  Az eredeti cikk szerkesztőit annak laptörténete sorolja fel. Ez a jelzés csupán a megfogalmazás eredetét és a szerzői jogokat jelzi, nem szolgál a cikkben szereplő információk forrásmegjelöléseként.